# Robert of London
Robert of London (auch de Londres; † unsicher: vor 12. November 1225) war ein schottischer Adliger. Er war ein unehelicher Sohn von König Wilhelm I.

## Herkunft
Von Robert of London sind elf von ihm ausgestellte Urkunden bekannt, und obwohl er eine wichtigere Rolle in der schottischen Geschichte spielte, ist nur wenig über sein Leben bekannt. Er wurde vermutlich zu Beginn der 1170er Jahre als unehelicher Sohn des bislang unverheirateten schottischen Königs Wilhelm I. geboren. Nach 1185 wird er in zahlreichen königlichen Urkunden erwähnt. Seine Mutter entstammte vermutlich der Familie of London. Mitglieder der Familie, möglicherweise jüngere Verwandte von William de Londres, waren während der Herrschaft von König David I. aus Südengland nach Schottland gekommen und hatten Landbesitz in Roxburghshire erworben. Der Familie gehörten auch ein Thomas und ein anderer Robert of London an. Möglicherweise war die Mutter von Robert of London die Frau von John, son of Ness aus Waughton, der den Namenszusatz of London annahm und vor 1190 starb. John of Moray, ein Sohn dieses John, son of Ness, lebte später im Haushalt von Robert.

## Hervorgehobene Stellung am Königshof
Robert galt als der älteste, allerdings uneheliche Sohn des Königs und als Lieblingssohn seines Vaters. Der König versorgte ihn zwischen 1189 und 1199 mit Landbesitz bei Aberdour in Fife und bei Cadzow im Clydesdale, Zwischen 1207 und 1211 erhielt Robert noch Kellie in Fife. Von etwa seit 1185 an bezeugte er 65 Urkunden des Königs. Diese hohe Stellung am Königshof wurde sicher durch die Tatsache gefördert, dass der König erst 1198 einen ehelichen Sohn bekam. Allerdings wurde Robert als unehelicher Sohn zuvor nie als Thronerbe in Betracht gezogen. Die Herrschaft von König Wilhelm wurde in den 1180er Jahren durch die Rebellion von Donald Macwilliam und zu Beginn des 13. Jahrhunderts durch die von dessen Söhnen gefährdet. Indem Robert nie als Thronerbe in Betracht gezogen wurde, wollte der König wohl ein Zeichen setzen, dass uneheliche Nachkommen von Königen wie die Macwilliams keinen berechtigen Thronanspruch hatten. Ein Brief von Robert belegt, dass er dies akzeptiert und nicht in Frage gestellt hat.

## Bedeutungsverlust unter Alexander II.
Offenbar trat Robert nach Abschluss des Vertrags von Durham 1212 in den Dienst des englischen Königs Johann Ohneland, dessen Unterstützung der alte König Wilhelm suchte. Welche Stellung Robert in England hatte, ist unbekannt. Er bezeugte aber nach 1212 keine Urkunden mehr für seinen Vater. Nach dem Tod von König Wilhelm im Dezember 1214 verlor Robert unter seinem Halbbruder Alexander II. rasch an Bedeutung. Er spielte während des Kriegs mit England keine Rolle und bezeugte erst zwischen 1219 und 1222 wieder Urkunden am Königshof. Nach 1223 war er nicht mehr am Königshof, doch er lebte noch im Mai 1225. Er starb vermutlich vor dem 12. November 1225, mit Sicherheit war er vor dem 23. Januar 1226 gestorben, als Papst Honorius III. eine Schenkung des verstorbenen Robert bestätigte.
Er hat vermutlich nie geheiratet, von ihm sind keine Nachkommen bekannt.